# خوانيلي
خوانيلي (بالإسبانية: Juanele)‏ مواليد 10 أبريل 1971 في إسبانيا، هو لاعب كرة قدم إسباني دولي سابق كان يلعب كمهاجم. اعتزل اللعب عام 2008 مع روكيس. سبق له أن لعب في كأس العالم لكرة القدم مع منتخب بلاده. بدأ مسيرته الرياضية عام 1989 مع سبورتينغ ب.

## روابط خارجية
- خوانيلي على موقع قاعدة بيانات كرة القدم.إي يو (الإنجليزية)
- خوانيلي على موقع ناشيونال فوتبول تيمز (الإنجليزية)
- خوانيلي على موقع Soccerway.com (الإنجليزية)
- خوانيلي على موقع عالم كرة القدم.نت (الإنجليزية)